# Bartold Homeister
Bartold Homeister, auch: Bertold Hofmeister oder Hohmeister, (* Anfang des 16. Jahrhunderts; † 21. März 1565 in Hannover) ein Beamter und Bürgermeister in Hannover.

## Leben

### Familie
Bartold Homeister war der Sohn des im ältesten Hausbuch der Stadt Hannover erwähnten Hans Hovemeister sowie dessen „möglicherweise aus der Familie Volger stammenden Ehefrau Anna“. Er war der Vater von Bernhard Homeister.

### Werdegang
Bartold Homeister hat in den Jahren von 1522 bis 1524 an der Universität Wittenberg studiert und dort Martin Luther sowie Philipp Melanchthon gehört. Hierfür spricht ein Immatrikulationseintrag von 1523 unter dem Namen Bartoldus de Hannover.
Homeister heiratete 1527. Schon vor der Reformation bekleidete er verschiedene Ämter in Hannover: 1530 hatte er die Stellung als „Burmester“ inne, 1532/33 die eines „Mühlenherrn“. 1539 wurde er Ratsherr und 1557 zum Bürgermeister der Stadt gewählt; diese letztere Funktion übte er bis 1563 aus.
Homeister wurde ebenso wie sein Sohn auf dem Alten St.-Nikolai-Friedhof begraben.